# Apache CloudStack
Apache Cloudstack is een opensource IaaS clouddienst voor het beheren van IaaS diensten. Het gebruikt bestaande hypervisorplatformen voor de virtualisatie.